# Нурахметов, Немеребай Нурахметович
Немеребай Нурахметович Нурахметов (21.08.1948 — 21.11.2017) — педагог, учёный, общественный деятель, доктор химических наук, профессор, академик, член Нью-Йоркской академии наук, Лауреат Государственной премии Республики Казахстан в области науки, техники и образования, Заслуженный деятель Казахстана.

## Биография
Родился 25 сентября 1938 году в колхозе «Жетісу» Ескельдинского района Алматинской области.
В 1962 году окончил химический факультет КазГУ имени С. М. Кирова, в 1968 году аспирантуру.
В 1965 году защитил кандидатскую диссертацию на тему «Изучение соединений мочевинных систем с минеральными кислотами». В 1986 году защитил докторскую диссертацию на тему «Синтез соединений амидов с неорганическими кислотами, физико-химические свойства и перспективы их использования».
В 2001 году получил Государственную премию Республики Казахстан в области в области науки, техники и образования за работу «31-томная научная серия казахско-русских и русско-казахских терминологических словарей».
Немеребай Нурахметов был первым казахстанским ученым, определившим понятие «инновация» в казахском языке.
Скончался в 2017 году в Алматы, похоронен на Кенсайском кладбище.

## Трудовая деятельность
1. 1962—1963 — старший лаборант кафедры неорганической химии КазГУ им. Аль-Фараби
2. 1963—1965 — стажёр-исследователь кафедры неорганической химии КазГУ им. Аль-Фараби
3. 1968—1971 — старший преподаватель кафедры неорганической химии КазГУ им. Аль-Фараби
4. 1971—1985 — доцент кафедры неорганической химии КазГУ им. Аль-Фараби
5. 1985—1987 — декан подготовительного факультета КазНУ им. Аль-Фараби
6. 1985—1995 — заведующий кафедрой неорганической химии КазНУ им. Аль-Фараби
7. 1991—2005 — директор, старший научный сотрудник академии образования РК им. И. Алтынсарина
8. 1997—2017 — профессор кафедры неорганической химии КазНУ им. Аль-Фараби

## Научные, литературные труды
Автор 2 монографий, 17 учебников, 35 учебников, 14 авторских свидетельств и более 400 научных и методических статей. Подготовил трех докторов и 27 кандидатов химических наук.
Основное научное направление профессора Н. Н. Нурахметова — исследование процессов и продуктов взаимодействия неорганических протонных кислот с органическими азото содержащими основаниями, физико-химическое обоснование синтеза новых сложных кислых солей, установление их структур и полезных свойств с целью применения в науке и технике, сельском хозяйстве. Он вместе с учениками заложил теоретические и практические основы новой химии — «Химии амидкислот». Всего получен более 260 амидкислот.
• «Амидкислоты»
• «Амидкислоты и их структурные особенности»
• «Теоретическое введение в общую и неорганическую химию»
• «Общая химия»
• «Химия терминдерінің орысша-қазақша сөздігі» Алматы (1992)
• «Қазақша-орысша, орысша-қазақша терминологиялық сөздік» Алматы (2000)
• «Химия терминдерінің орысша-қазақша-ағылшынша сөздігі» Павлодар (2003)
• «Химия және химиялық технология терминологиясының түсіндірме сөздігін» Алматы (2007)

## Награды
1. доктор химических наук (1987)
2. Профессор (1988)
3. Отличник просвещения СССР (1991)
4. Академик АН Высшей школы РК (1995)
5. Заслуженный деятель Казахстана(1995)
6. Член Нью-Йоркской академии наук (1996)
7. Государственный стипендиат «Выдающийся ученый РК» (1997—1998)
8. Лауреат Государственной премии Республики Казахстан в области науки, техники и образования (2001)
9. «Лучший преподаватель вуза 2008»
10. Орден «Құрмет» (2009)
11. Медаль «Ерен еңбегі үшін»